# Gare de Narsinghpur
La gare de Narsinghpur est une gare ferroviaire de la Jabalpur–Bhusaval section (en). Elle est située à Narsinghpur dans le district de Narsinghpur, état du Madhya Pradesh, Inde.